# Bitwa pod Kalniszkami
Bitwa pod Kalniszkami (lit. Kalniškės) – bitwa stoczona 16 maja 1945 r. pomiędzy oddziałem litewskich partyzantów i oddziałem NKWD.
NKWD było zdeterminowane, by zlikwidować ukrywające się w lasach oddziały litewskiej partyzantki, w tym przebywający w lesie koło Kalniszek oddział 80-120 litewskich partyzantów pod dowództwem sierż. pil. Jonasa Neifalty-Lakūnasa. Było to prawdopodobnie związane z otrzymanym przez ten oddział rozkazem wycofania się w stronę Oranów, gdzie stacjonowały większe litewskie siły. W celu wywabienia Litwinów, NKWD rozpuściło fałszywą informację o planowanej na 15 maja 1945 r. wywózce ludności z jednej z pobliskich wsi. W efekcie partyzanci porzucili obóz w głębi lasu i rozlokowali się w sposób umożliwiający obronę wsi, ale następnego dnia wycofali się znów do lasu.
16 maja 1945 r. 220. Pułk Pograniczny NKWD wkroczył do lasów koło Kalniszek, otaczając obszar, na którym przebywali partyzanci, po czym zaczął zacieśniać pierścień okrążenia. Rozpoznawszy zagrożenie Neifalta przygotował się do walki, wycofując się na położone w lesie wzgórze. W trwających trzy godziny walkach Litwini stawili silny opór, ale wobec wyczerpywania się amunicji grupa ok. 20 partyzantów, w tym dowódca, zdołała przedostać się przez sowieckie linie w małych grupach i wycofać na pobliskie Bagno Buchciańskie.
W bitwie poległo 44 Litwinów, w tym żona Neifalty-Lakūnasa, a po stronie sowieckiej było 4 zabitych i 7 rannych. W rzeczywistości straty sowieckie były wyższe, choć trudne do ustalenia – sami litewscy partyzanci oceniali je na minimum 400 ofiar.
Była to jedna z największych bitew litewskiego podziemia antysowieckiego. W miejscu starcia wzniesiono pomnik.